# ساخت مهاتما
ساخت مهاتما (به انگلیسی: The Making of the Mahatma) فیلمی محصول سال ۱۹۹۶ و به کارگردانی شیام بنگال است. در این فیلم بازیگرانی همچون راجیت کاپور، پالاوی جوشی و شان کامرون مایکل ایفای نقش کرده‌اند.